# توم تشيلتون (مهندس)
توم تشيلتون (بالإنجليزية: Tom Chilton)‏ هو مهندس أمريكي، ولد في 1968. وهو حاليًا المصمم الرئيسي للعبة وورلد أوف ووركرافت، كما اشترك مع روب باردو وجيف كابلان في تصميم الحزمة الموسعة Burning Crusade، ولقب بـ«غورو بليزارد» لمساهمته في قطاع المواجهات المباشرة من اللعبة.
عمل تشيلتون في أوريجنز سيستمز قبل انضمامه إلى بليزارد إنترتينمنت، وكان المصمم الرئيسي لحزمة Age of Shadows من لعبة ألتيما أون لاين.